# استانداری هرمزگان
استانداری هرمزگان یک نهاد مرتبط سازمان امور اداری کشور و نماینده دولت جمهوری اسلامی ایران در استان هرمزگان است که در شهر بندرعباس واقع شده‌است.

## فرمانداری‌ها
- فرمانداری شهرستان بندرعباس
- فرمانداری شهرستان بندرلنگه
- فرمانداری شهرستان میناب
- فرمانداری شهرستان قشم
- فرمانداری شهرستان ابوموسی
- فرمانداری شهرستان جاسک
- فرمانداری شهرستان رودان
- فرمانداری شهرستان حاجی آباد
- فرمانداری شهرستان بستک
- فرمانداری شهرستان خمیر
- فرمانداری شهرستان پارسیان
- فرمانداری شهرستان سیریک
- فرمانداری شهرستان بشاگرد